# Habenaria habenarioides
Habenaria habenarioides là một loài thực vật có hoa trong họ Lan. Loài này được (Hoehne) R.E.Nogueira & R.J.V.Alves mô tả khoa học đầu tiên năm 2003.